# Neoplocaederus fucatus
Neoplocaederus fucatus är en skalbaggsart som först beskrevs av Thomson 1858.  Neoplocaederus fucatus ingår i släktet Neoplocaederus och familjen långhorningar.
Artens utbredningsområde är:
- Gabon.
- São Tomé och Príncipe.
- Ghana.
- Nigeria.
- Togo.

Inga underarter finns listade i Catalogue of Life.